# Ígor Kochetkov
Igor Victorovich Kochetkov (en ruso: Игорь Викторович Кочетков; nacido el 13 de mayo de 1970) es un escritor y activista por los derechos LGBT ruso, director de la «Red LGBT Rusa» (Российская ЛГБТ-сеть).
Kochetkov ha estado activo en la oposición a la Ley rusa contra la propaganda homosexual. Ha culpabilizado a la ley por la legitimación y el incremento de la violencia contra los gais. En septiembre de 2013, Kochetkov, junto con otros activistas por los derechos humanos, se reunieron con el presidente de Estados Unidos, Barack Obama, en San Petersburgo.
Junto con Alexey Davydov, fue nombrado uno de los 100 pensadores más importantes de 2013 por la revista Foreign Policy por «su lucha contra la homofobia de estado rusa». Kochetkov, junto con Frank Mugisha, Sunil Babu Pant y la ILGA fueron propuestos por los parlamentarios laboristas noruegos Anette Trettebergstuen y Håkon Haugli para el Premio Nobel de la Paz en 2014 por su lucha contra la homofobia.